# Walter Kupferschmidt
Walter Kupferschmidt (* 15. März 1931 in Einsiedel, Bezirk Reichenberg, Tschechoslowakei; † 1. Mai 2019) war ein deutscher Ökonom und Hochschullehrer. Kupferschmidt leitete von 1972 bis 1979 als Rektor die Hochschule für Ökonomie Berlin (HfÖ).

## Biografie
Walter Kupferschmidt besuchte die Schule in Habartov. Nach dem Ende des Zweiten Weltkriegs kam er nach Bitterfeld und absolvierte eine Ausbildung als Chemielaborant. Nach dem Eintritt in die SED 1949 durchlief er eine Karriere im Außenhandel der DDR bis zum Generaldirektor des Deutschen Innen- und Außenhandel Chemie Export/Import.
Kupferschmidt erwarb 1965 einen Abschluss als Diplomwirtschaftler der Fachrichtung Außenwirtschaft und schloss eine Dissertation an. 1969 wurde er zum ordentlichen Professor für „Sozialistische Außenwirtschaft“ an der HfÖ berufen. Zusätzlich amtierte er dort 1971 als 1. Prorektor und von 1972 bis 1979 als Rektor.
Kupferschmidt trat nach der Wende in der DDR 1990 gesundheitsbedingt in den Ruhestand.
Sein Grab befindet sich auf dem Zentralfriedhof Friedrichsfelde.